# Wildenstein Galleries
Wildenstein Galleries lub Wildenstein & Co – prywatna sieć galerii sztuki w Nowym Jorku należąca do rodziny Wildenstein, jednej z najbardziej prestiżowych marchantów i kolekcjonerów sztuki, posiadające swoje galerie w Paryżu, Londynie, Nowym Jorku i Tokio.

## Historia
Pierwszy oddział Wildenstein Gallery został otwarty w Paryżu w 1875 roku przez Nathana Wildensteina. Bardzo szybko zyskał wysoką reputację sprzedając obrazy starych mistrzów i XVIII wiecznych malarzy francuskich a następnie malarzy impresjonistów i post-impresjonistów. Wildenstein wychował wielu największych światowych kolekcjonerów m.in. barona Edmonda de Rothschilda i Pierponta Morgana i sprzedawał obrazy do wielu muzeów na świecie. W 1903 roku Wildenstein wraz ze wspólnikiem René Gimpel Ernestem otworzył galerię w Nowym Jorku przy Piątej Alei a trzydzieści lat później przenieśli się na East 64th Street. W 1925 roku otworzona została galeria w Londynie. W 1942 roku Wildenstein na czas wojny przeniósł siedzibę główną do Nowego Jorku. W 1933 roku powstała Wildenstein & Company a w 1970 roku założony został Instytut Wildensteina w Paryżu zajmujący się badaniami nad sztuką. Wartość kolekcji szacowana jest na kwotę 10 mld dolarów

## Kontrowersje
Kilkukrotnie metody pozyskiwania dzieł jakie stosował Daniel Wildenstein były poddawane krytyce. Po raz pierwszy w 1960 roku we Francji, kiedy to francuski minister kultury André Malraux oskarżył Georges'a Wildensteina o przekupienie urzędnika ministerstwa co umożliwiło wywiezienie z kraju obrazu de la Toura. Wildenstein nigdy jednak nie stanął przed sądem.
Ponownie o nie uczciwych praktykach Wildensteinów było głośno w 1990 roku, po opublikowaniu książki The Lost Museum: The Nazi Conspiracy to Steal the World’s Greatest Works of Art autorstwa Hectora Feliciano. Pisarz wysunął hipotezy jakoby Georges Wildenstein podczas II wojny światowej współpracował z nazistowskim marszandem Karlem Haberstockiem, który handlował dziełami sztuki zagrabionymi Żydom. Rodzina marszandów wytoczyła proces o zniesławienie jednakże sądy dwóch instancji nie uznał wniosku.
Dla wielu zamożnych rodzin we Francji działalność Wildensteinsów wykraczała poza zwykłą sprzedaż dzieł sztuki. Marszanci zapewniali bezpieczne i dyskretne przechowywanie dzieł sztuki we własnych skarbcach. Takie usługi prócz korzyści przysparzały i pewne kłopoty zwłaszcza gdy prawowity właściciel umierał. Spadkobiercy niejednokrotnie nie wiedzą o dziełach powierzonych instytucji a i ich odzyskanie nie jest sprawą prostą. Yves Rouart, bratanek i spadkobierca kolekcjonera sztuki Anne-Marie Rouart, pozwał Instytut Wildensteins do sądu, po tym jak miał problemy z odzyskaniem dzieł sztuki z kolekcji pani Rouart zmarłej w 1993 roku. Podczas jednej z kontroli Instytutu Wildensteina odkryto m.in. zaginioną rzeźbę z brązu włoskiego rzeźbiarza i dwie grafiki Degasa. Prace te zostały zrabowane w 1941 roku przez hitlerowców żydowskiej rodzinie z St -Germain- en-Laye. Prawnuk prawowitego właściciela kolekcji, Alexandre Bronstein zidentyfikował przedmioty jako zaginione dzieła sztuki będące własnością jego rodziny. Sprawa również trafiła do sądu. Podczas kontroli odkryto ponad 30 obrazów i rzeźb o wątpliwym pochodzeniu, a niektóre z nich znajdowały się na liście dzieł sztuk zaginionych Arts Loss Register
W lipcu 2011 roku francuski minister finansów wniósł skargę przeciwko Guya Wildenstein w prawie prania brudnych pieniędzy i unikania zapłacenia podatku od spadku po zmarłym ojcu Danielu Wildensteinie w 2001 roku. Francuski urząd podatkowy żąda zwrotu 250 mln € tytułem niezapłaconych podatków